# Otto Antonius
Hellmut Otto Antonius (nascut el 21 de maig de 1885 a Viena, mort el 9 d'abril de 1945 a Viena) va ser el director del zoològic de Schönbrunn a Viena, zoòleg, paleontòleg i cofundador de la biologia zoològica moderna.

## Vida i carrera
Otto Antonius va néixer com el gran dels cinc fills d'un pastor evangèlic de Transsilvània. Va rebre el nom del canceller alemany Otto von Bismarck.
Es va graduar d'una escola de batxillerat humanista a Viena i després va començar els seus estudis en ciències naturals, en particular zoologia i paleontologia, a la facultat filosòfica de la Universitat de Viena. El 1906, durant els seus estudis, Antonius es va incorporar a la Burschenschaft "Silèsia", una organització estudiantil emfàticament de nacionalitat alemanya a la qual també pertanyien el seu pare i els seus tres germans.
El 1910 fou ascendit a Dr. de filosofía on es va doctorar i després de graduar-se com a ajudant d'investigació a la càtedra de paleobiologia amb el professor Othenio Abel. Fins al 1918 Antonius va exercir com a primer lloctinent i oficial d'enllaç a la Primera Guerra Mundial. Va ser destinat a les muntanyes dels Carpats a l'hivern de 1914/15, a l’Est de Galítsia al maig/juny de 1915, al massís de Krn a ple estiu i a la tardor de 1915, a la conca de Flitscher a l'hivern de 1915/16 i de nou a l'est de Galítsia fins al novembre de 1916. Com a oficial d'enllaç d'un comandament de l'exèrcit turc, finalment va arribar a Palestina. Per l'esforç bèl·lic, que va sobreviure sense ser ferit, se li va concedir la Creu de Ferro, la Lluna Creixent de Ferro i la Medalla de plata de la valentia.
A partir del 1919 va reprendre com a ajudant d'Othenio Abel i va completar la seva habilitació el 1919 a la Universitat i el 1921 a la Universitat de Recursos Naturals i Ciències de la Vida amb Leopold Adametz.

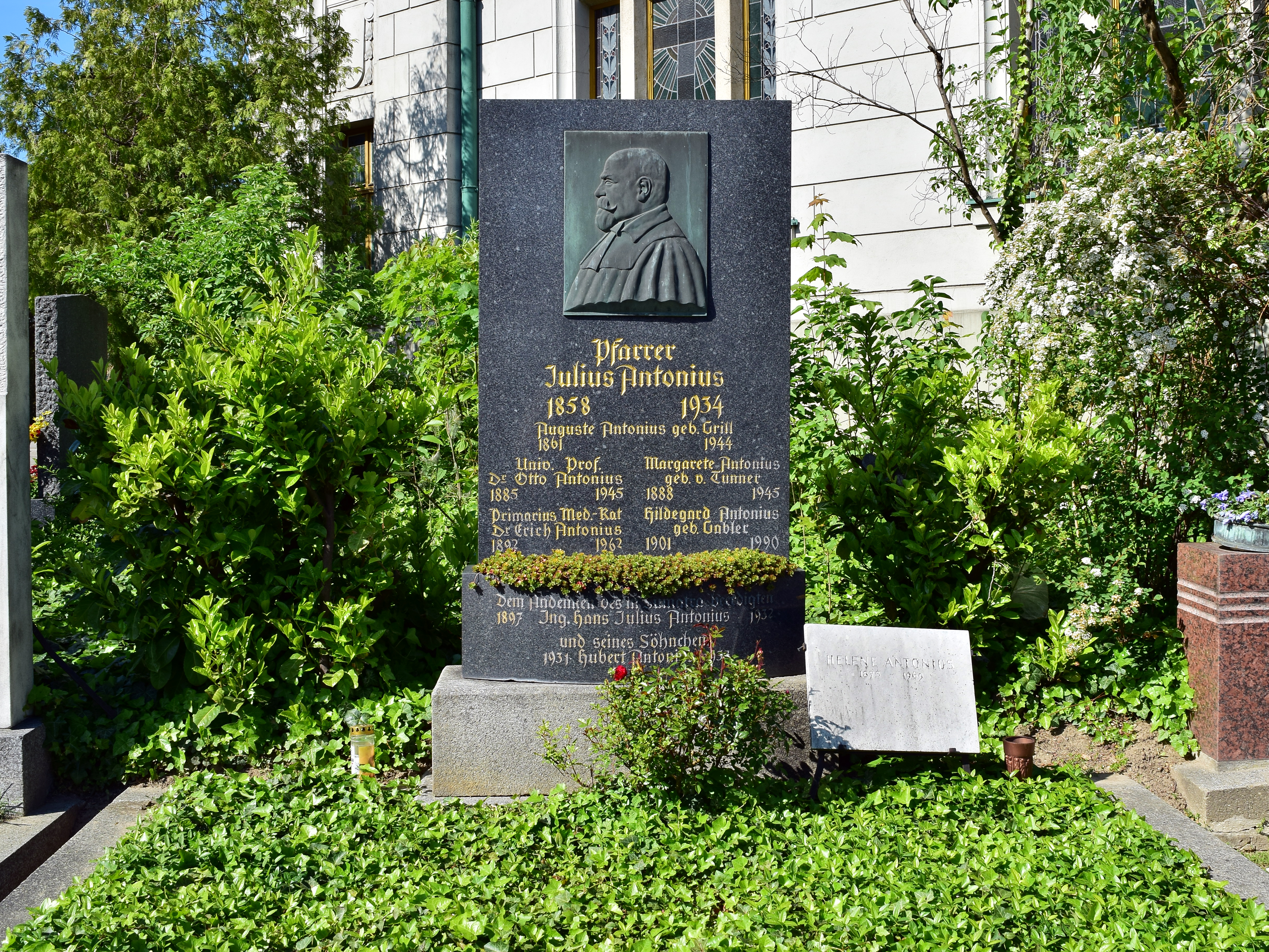
Tomba al cementiri central de Viena

El 1922 es va casar amb Margarethe von Tunner. Aquest matrimoni va tenir dues filles. Antonius, que havia expressat pensaments suïcides des del bombardeig del 19 i 21 de febrer de 1945, va morir voluntàriament el 9 d'abril de 1945 juntament amb la seva dona.
Antonius va ser enterrat en una tomba honorària al cementiri protestant del cementiri central de Viena.

## Director del zoològic de Schönbrunn
Des de l'1 de desembre de 1923, va ser paleontòleg i especialista en investigacions zoològiques sobre animals domèstics i va començar la seva feina al zoològic de Schönbrunn, des de l'1 d'abril de 1924, on va treballar com a director científic i des de l'1 de desembre de 1925 com a director únic.
L'1 de desembre de 1932, Antonius es va unir a l'NSDAP (número de membre 1.307.171). El març de 1934 va ser cessat oficialment del servei acusat de ser membre actiu de l'NSDAP, que va ser prohibit a Àustria. Antonius va negar la seva adhesió i va litigar amb èxit contra la seva acusació. El 4 de gener de 1937 va tornar a prendre possessió del càrrec.
Antonius va contribuir a la continuïtat de l'existència del zoològic de Schönbrunn, que abans de la Primera Guerra Mundial era un dels més bells i més grans del món, però la població animal de la qual havia disminuït gairebé el 85% a causa de l'escassetat de subministrament durant la guerra. A la tardor de 1921 el zoològic estava a punt de tancar. Ja el 1918, quan es van haver de realitzar treballs de renovació i modernització de les cases d'animals tècnicament obsoletes, Antonius va escriure una exposició sobre la reconstrucció.
Gràcies a les donacions de la població vienesa, els patrocinadors privats, la "campanya d'ajuda per a l'expansió del zoològic de Schönbrunn" i els transports d'animals del banquer Alfred Weidholz, Antonius va aconseguir reposar la població animal, renovar cases d'animals existents i construir nous projectes com ara com la casa dels micos o l'aviari d'ocells rapinyaires, que es considerava un edifici model a tot Europa.
Antonius també va introduir nous mitjans com l'espectacle de diorames el 1934. Els diorames van ser pintats pel pintor acadèmic Franz Roubal i mostraven paisatges i animals de la prehistòria d'Àustria. Tot i això, van fracassar i van ser destruïts per les bombes a la Segona Guerra Mundial. Avui només se'n conserven fotografies.
Del 1938 al 1945 Antonius va ser vicepresident de la Unió Internacional de Directors de Jardins Zoològics. També va ser membre de la Zoological Society de Londres.
A més de la seva tasca com a gerent del zoològic, Antonius també va treballar com a professor universitari. El 1931 se li va atorgar el títol de professor universitari associat.

## Biologia del zoològic
Otto Antonius, juntament amb Heini Hediger i Karl Max Schneider, és un dels fundadors de la biologia zoològica moderna, per al qual va desenvolupar principis essencials que encara són vàlids avui en dia.
Va ser un dels autors científics que va publicar amb més freqüència a la revista Der Zoologischer Garten. També va ser coeditor de la revista de Zeitschrift für Tierpsychologie.
Antonius defensava un objectiu ampliat per al zoològic. Els jardins zoològics també haurien de ser llocs de recerca experimental i de cria d'animals i servir per aclarir qüestions d'herència i ascendència d'animals domèstics i d'animals salvatges, així com observacions psicològiques d'animals.
Antonius també va entendre que la cria d'animals salvatges com un experiment psicològic animal en el qual es podia estudiar el comportament específic de l'espècie dels animals salvatges. Mitjançant estudis comparatius va fer les seves primeres contribucions a l'etologia i va ser considerat un excel·lent hipòleg i coneixedor de cavalls.
També va fer experiments científics sobre alimentació i aclimatació.
Com a zoòleg, també es va ocupar de les disciplines de la genètica i la cria d'animals. Per tant, va centrar el seu interès en els estudis de creuament per aclarir qüestions filogenètiques, així com en els intents de creuament per aclarir l'ascendència dels animals domèstics. En el seu llibre Grundzüge der Stammesgeschichte der Haustiere, publicat el 1922, va tractar la investigació de la domesticació com una nova àrea de cria d'animals. Algunes races posteriors reeixides es van exhibir al zoològic de Múnic i Berlín, ja que, erròniament, es creia que eren formes primigènies. No obstant això, cap altre director del zoo va participar en els complexos experiments de creuament i tàxon reconstruït.

## Conservació de la natura com la protecció d'espècies
Antonius va reconèixer la necessitat i la importància de la Protecció de les espècies molt aviat i va intentar explicar als seus contemporanis l'amenaça global per a les espècies d'animals salvatges, domèstics i exòtics.
Sota la seva direcció, el zoològic de Schönbrunn va participar en el primer programa europeu de protecció d'espècies per a la conservació del bisó europeu. Mitjançant la cria controlada en zones especialment adequades i vigilades, es podrien obtenir bons resultats, de manera que aquests programes s'han adoptat des de llavors per a diverses espècies animals amenaçades d'extinció.
També va dur a terme una tasca educativa amb el seu llibre Gefangene Tiere, per demostrar que els animals del zoològic no viuen en pitjors condicions que els animals salvatges, ja que tots dos desenvolupen les mateixes relacions amb el seu entorn. Sovint citava Alfred Brehm dient que una bona gàbia podria ser un apartament, una dolenta com una masmorra per a l'animal. El concepte modern de qualitat de la gàbia ja és evident aquí, per això va planificar els tancaments per als animals d'una manera funcional i adequada a l'espècie.

## Obres
- Grundzüge einer Stammesgeschichte der Haustiere. Jena, 1922.
- Gefangene Tiere. Salzburg, 1933.
- Equus Abeli nov. spec. Viena-Leipzig, 1913.
- Die Tigerpferde. Frankfurt/M., 1951.
- Über die Schönbrunner Pferdebildnisse J. G. v. Hamilton und das Gestüt zu Halbthurn. Berlín 1937
- més de 100 articles en diverses revistes